# Mühlhausen/Thüringen
Mühlhausen/Thüringen – miasto powiatowe w Niemczech, w kraju związkowym Turyngia, siedziba powiatu Unstrut-Hainich. Liczy 37 048 mieszkańców (31 grudnia 2022).

## Historia

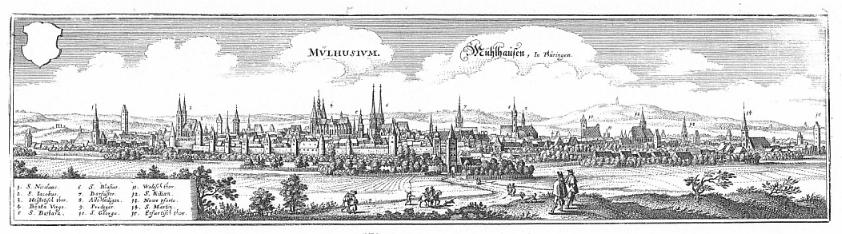
Mühlhausen w XVII w.

Miejscowość po raz pierwszy wzmiankowana w 967. Od 1251 wolne miasto, w 1286 przystąpiło do Hanzy, uchodziło za jedno z najpotężniejszych miast na obszarze dzisiejszej Turyngii. W 1525 został tu ścięty niemiecki teolog Thomas Müntzer. W latach 1707–1708 organistą w tutejszym kościele św. Błażeja był Jan Sebastian Bach, natomiast w 1735–1736 w kościele Mariackim organistą był jego syn Johann Gottfried Bernhard Bach. Wojna trzydziestoletnia i wojna siedmioletnia oraz wzrost znaczenia konkurencyjnego Lipska jako miasta handlowego przyczyniły się do upadku finansowego miasta, które w 1803 zostało przyłączone do Prus. W latach 1807–1813 pod protektoratem Francji jako część Królestwa Westfalii, a od 1815 ponownie część Prus, wraz z którymi w 1871 weszło w skład Niemiec.
U schyłku II wojny światowej 4 kwietnia 1945 do miasta wkroczyły wojska amerykańskie, a 5 lipca miasto znalazło się w radzieckiej strefie okupacyjnej, w latach 1949–1990 część NRD.
1 stycznia 2019 do miasta przyłączono gminę Weinbergen. 1 stycznia 2023 do miasta przyłączono dzielnicę (Ortsteil) Hollenbach, pochodzącą ze zlikwidowanej gminy Anrode. 1 stycznia 2024 do miasta przyłączono dwie dzielnice (Ortsteil) Eigenrieden oraz Waldfrieden, pochodzące ze zlikwidowanej gminy Rodeberg.

## Demografia
Zmiany populacji miasta od 1360 do 2017 roku:

## Zabytki
- Mury miejskie z XII w.
- gotyckie kościoły w obrębie murów miejskich:
  - Kościół Mariacki(inne języki) z XIV w., współcześnie mieszczący muzeum
  - Kościół św. Błażeja(inne języki) (Divi-Blasii), sięgający XIII/XIV w.
  - Kościół Wszystkich Świętych(inne języki), sięgający XIII w., współcześnie mieszczący muzeum
  - Kościół św. Jakuba(inne języki), sięgający XIV w., współcześnie mieszczący bibliotekę
  - Kościół św. Kiliana(inne języki), sięgający XIII w.
  - Kaplica św. Antoniego(inne języki) z XIII w.
- Ratusz(inne języki), wzniesiony w XIV i rozbudowywany do XVI w.
- Kościół św. Jerzego(inne języki), sięgający XIV w. (gotycki)
- Kościół św. Marcina(inne języki), sięgający XIV w. (gotycki)
- Kościół św. Mikołaja(inne języki), sięgający XIV w. (gotycki)
- Kościół św. Piotra(inne języki), sięgający XIV w. (gotycki)
- Kościół św. Bonifacego(inne języki) z XIX w. (neogotycki)
- Kościół św. Józefa(inne języki) z pocz. XX w. (neogotycki)
- Synagoga(inne języki), wzniesiona w 1841, uszkodzona w czasie nocy kryształowej w 1938, przywrócona do użytku w 1998
- Cmentarz żydowski(inne języki), założony w 1872
- Pomnik Ofiar Faszyzmu z 1949

## Transport

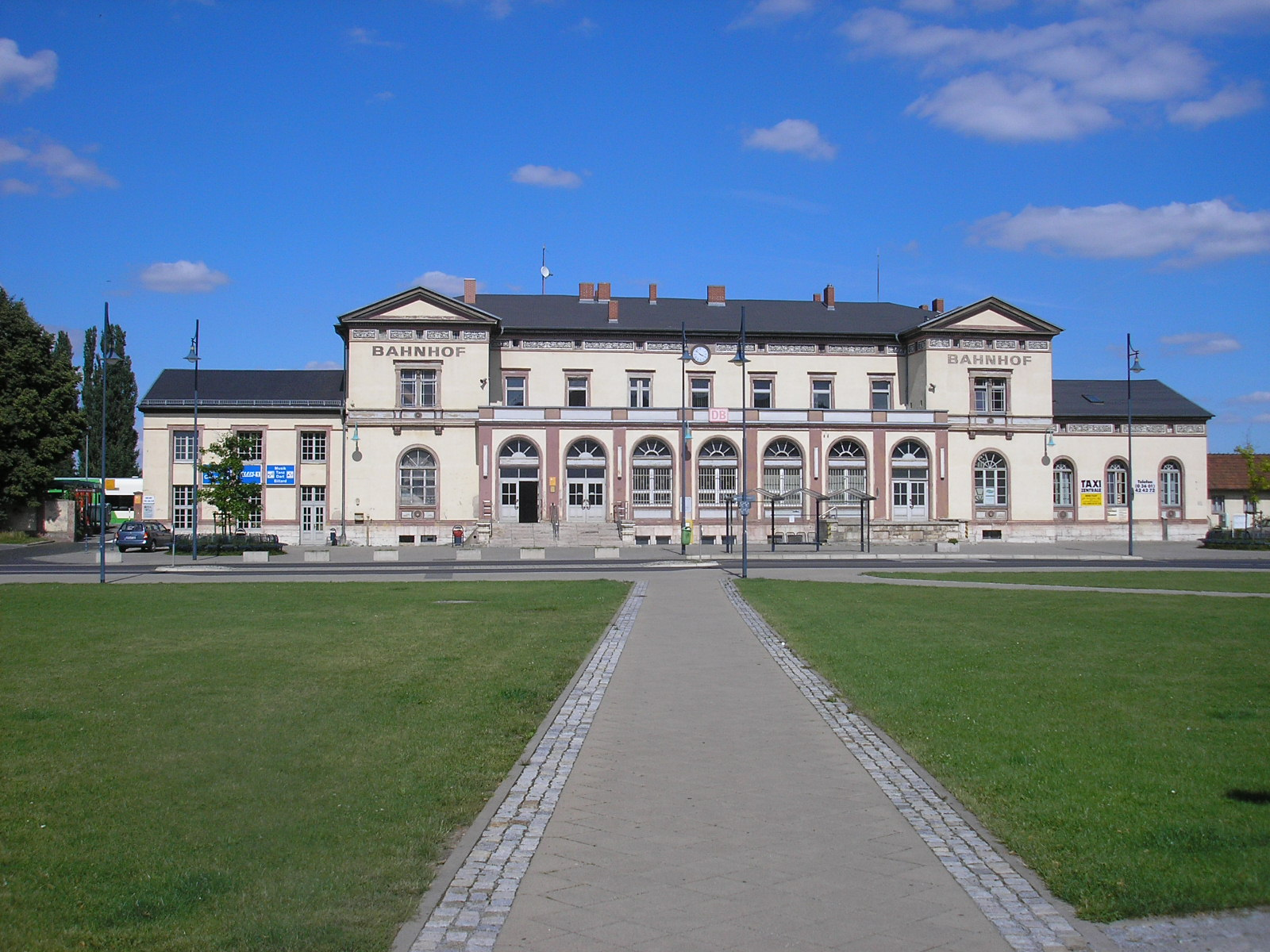
Dworzec kolejowy Mühlhausen (Thür)

Znajduje się tu stacja kolejowa Mühlhausen (Thür). W przeszłości w mieście kursowały tramwaje.

## Osoby

### urodzone w mieście
- August von Berlepsch – niemiecki pszczelarz
- John Augustus Roebling – amerykański budowniczy mostów wiszących

## Współpraca
Miejscowości partnerskie:
- Eschwege, Hesja
- Kronsztad, Rosja
- Münster, Nadrenia Północna-Westfalia
- Saxonburg, Stany Zjednoczone
- Tourcoing, Francja

## Galeria

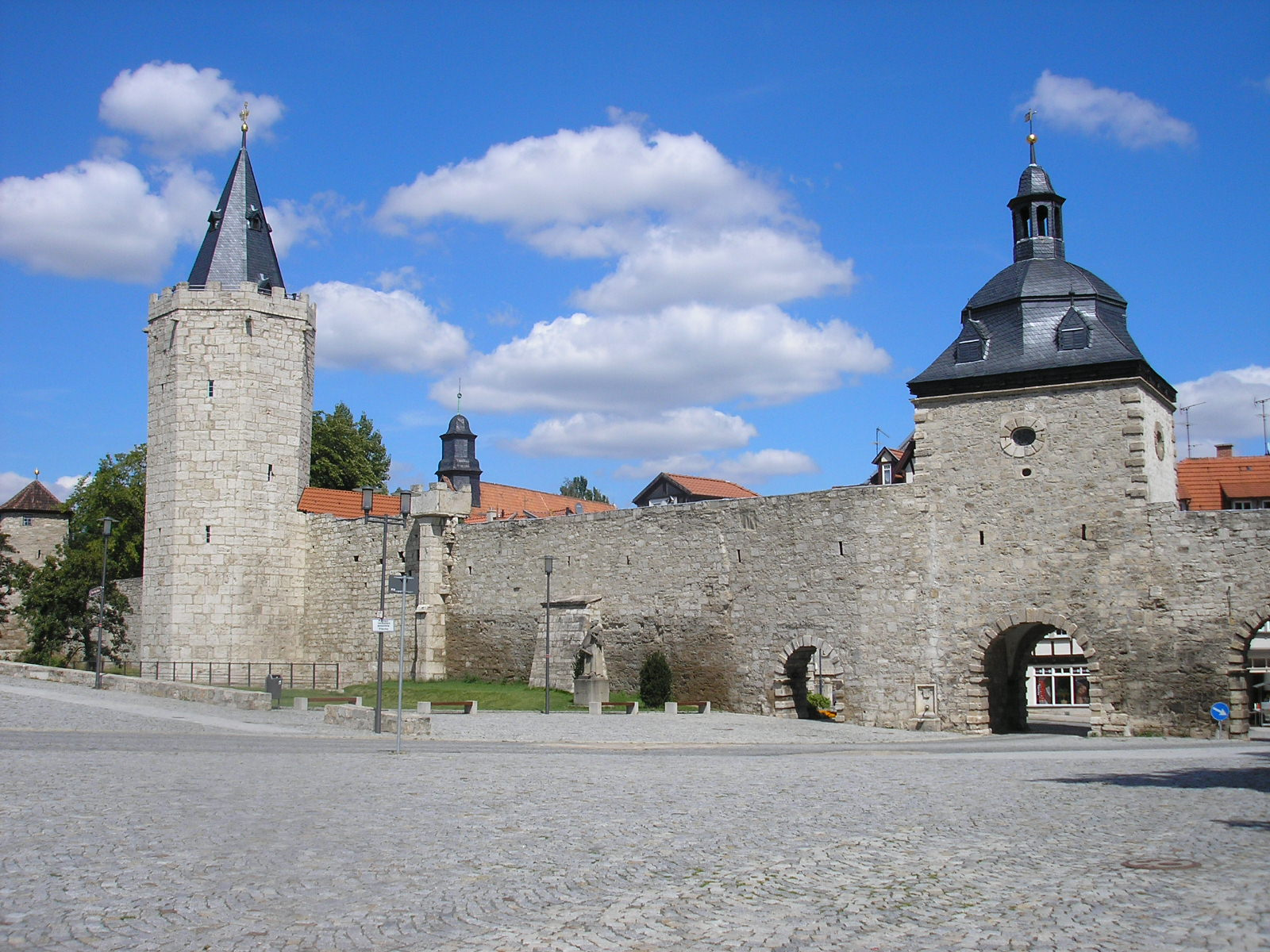
Mury miejskie
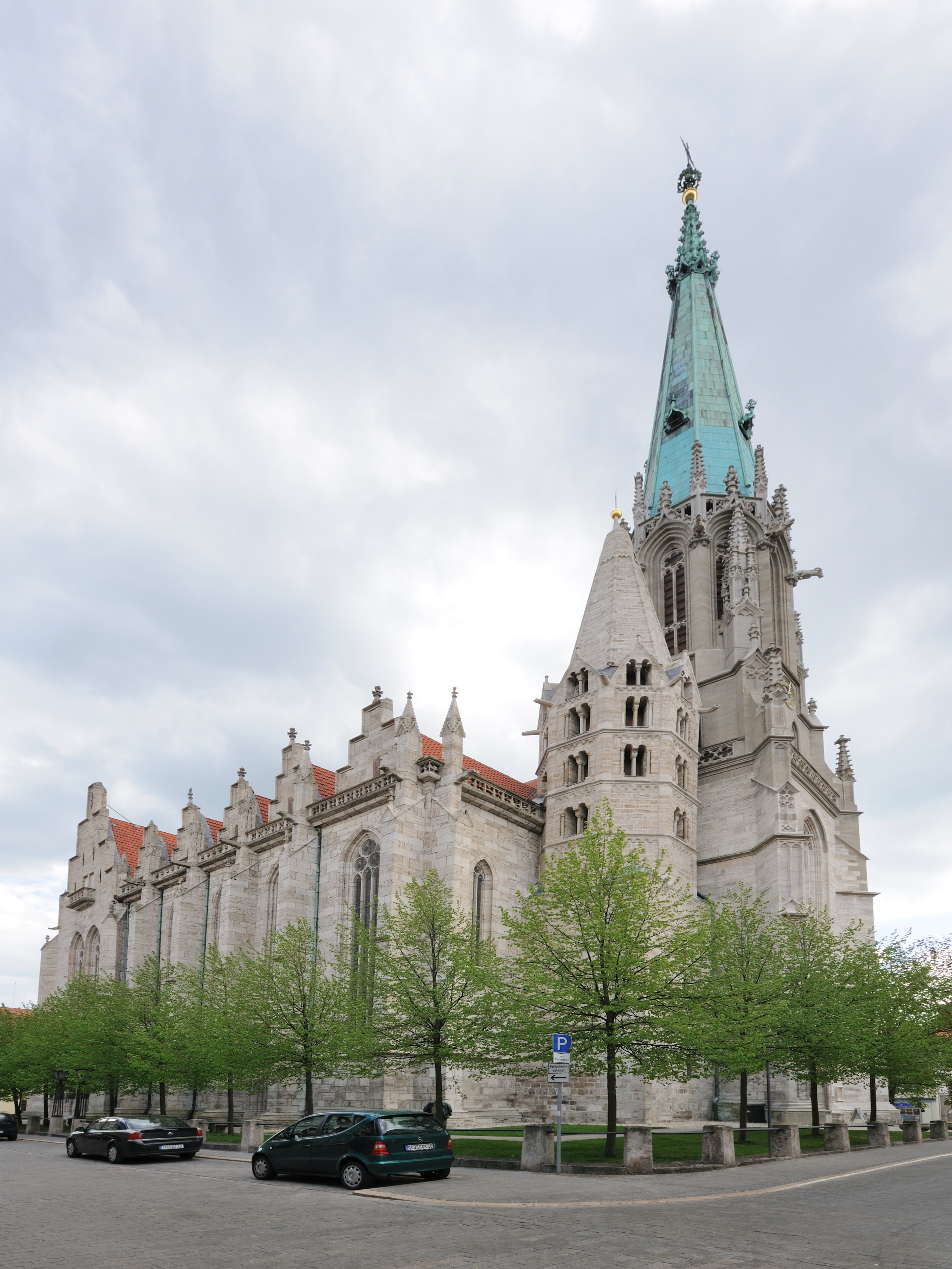
Kościół Mariacki
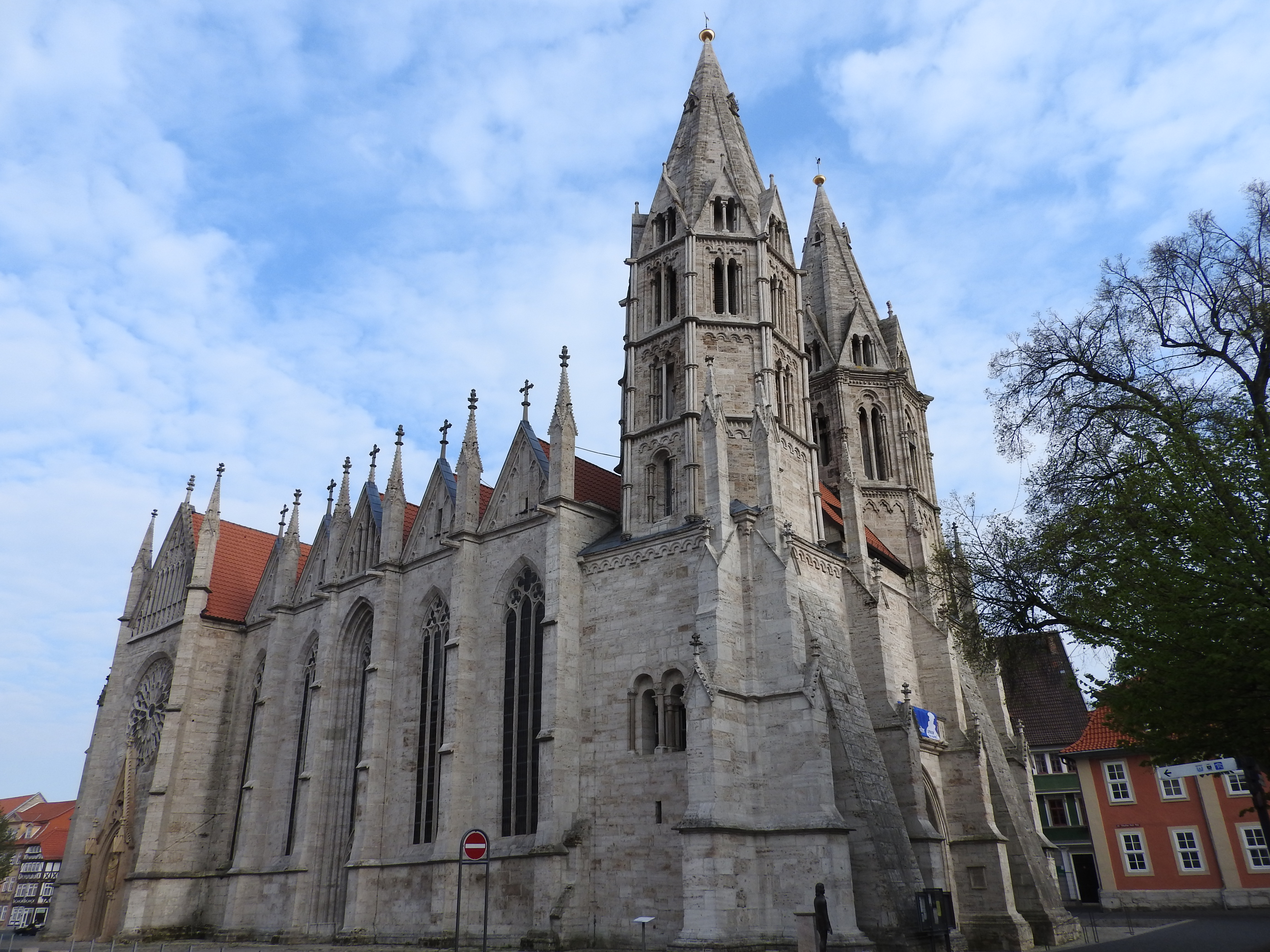
Kościół św. Błażeja
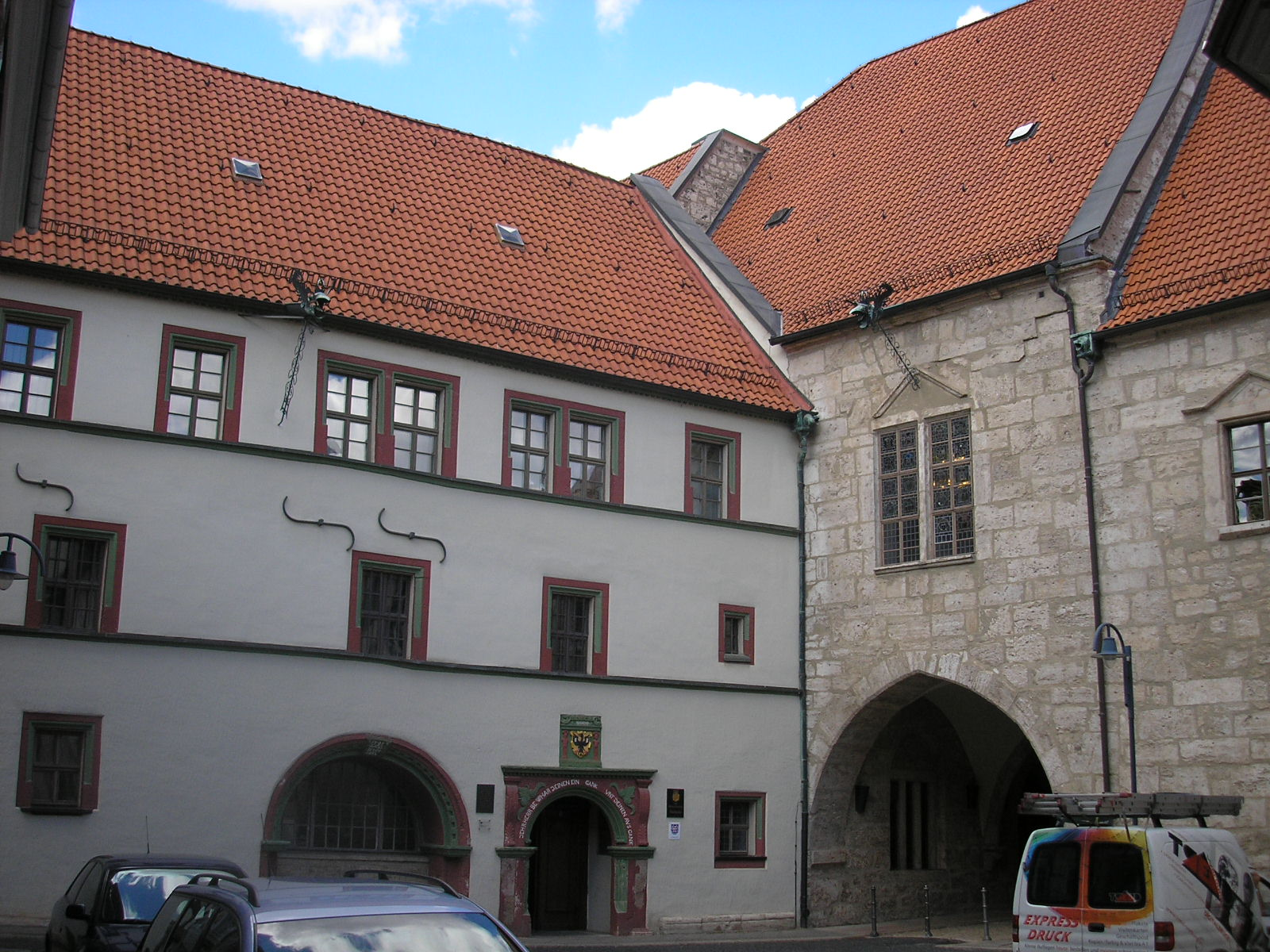
Ratusz
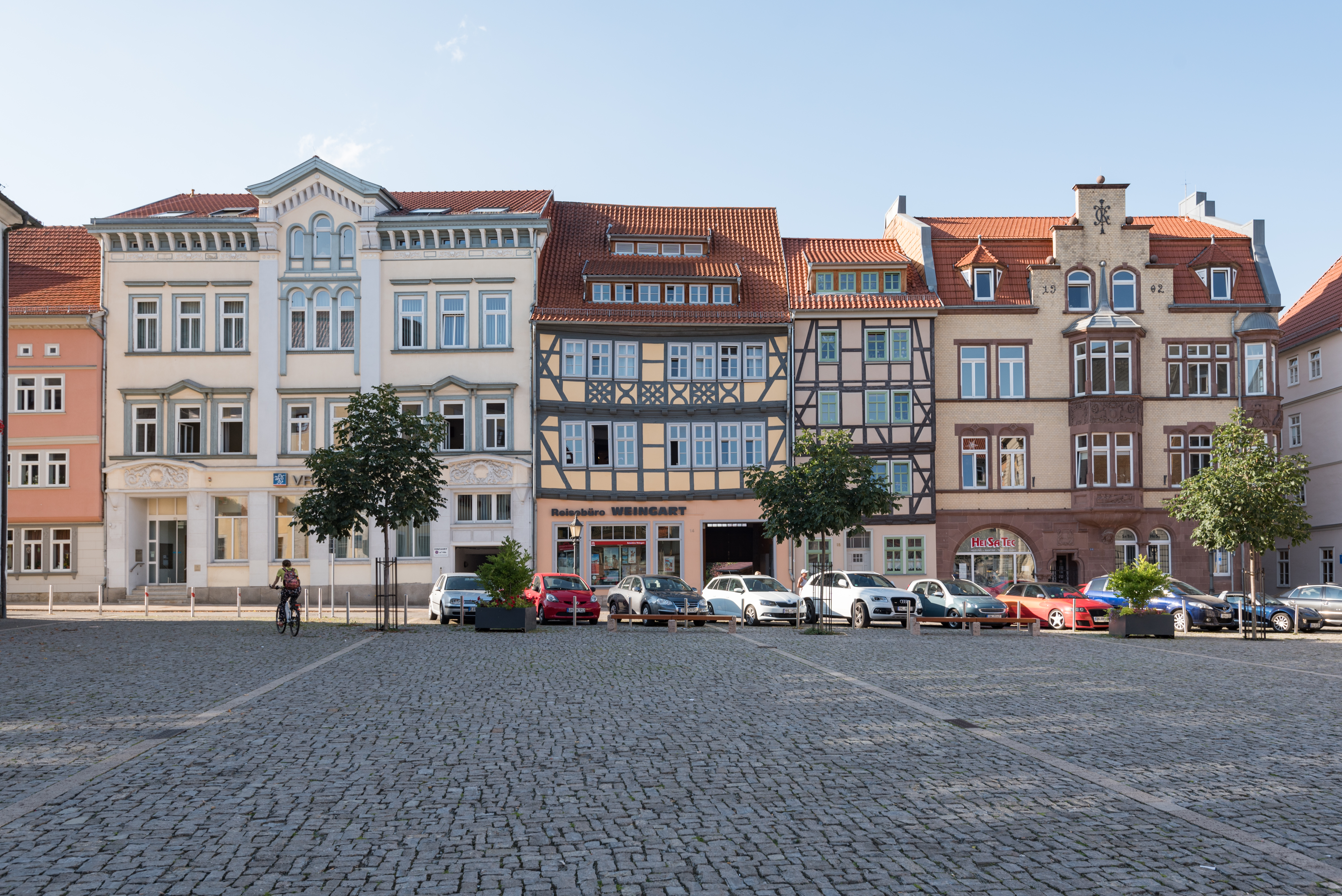
Kamienice na Starym Mieście